# 格拉茨附近费尔德基兴
格拉茨附近费尔德基兴是奥地利施蒂利亚州格拉茨城郊县的一个市镇。总面积11.54平方公里，总人口5244人，人口密度454.4人/平方公里（2001年）。